# Þrúðvangr
Þrúðvangr (em português:  poder do campo, por vezes anglicizado como Thrudvang ou Thruthvang), na mitologia nórdica,  é um campo no qual reside o deus Thor. O campo é atestado na Edda em prosa e em Heimskringla, ambas escritas por Snorri Sturluson no século XIV. No livro Gylfaginning da Edda em prosa discorre-se sobre Thor. Entre outros detalhes, é mencionado que o reino de Thor é Þrúðvangr e que Thor tem posse sobre o salão Bilskirnir que é o maior palácio de todos os edifícios alguma vez construídos. Além disso, é também mencionado que Thor regressou a Þrúðvangr após o desaparecimento da fortaleza de Útgarða-Loki. No livro Skáldskaparmál da Edda em prosa, é narrada a batalha de Thor com Hrungnir. A narração refer que após Thor ter derrotado Hrungnir, que levou com uma pedra na cabeça, Thor regressou a Þrúðvangr onde tentou seduzir a völva Gróa sem sucesso. No livro Heimskringla da Saga dos Inglingos, torna-se a mencionar o campo Þrúðvangr, no entanto neste contexto, Thor é um sacerdote do templo e Þrúðvangr é descrito como um lugar na Suécia, e Odin referido como um poderoso rei.